# Munford (Tennessee)
Munford è un comune degli Stati Uniti d'America, situato nello Stato del Tennessee, nella Contea di Tipton.